# Ray Holmberg
Raymon „Ray“ Everett Holmberg (* 10. Dezember 1943 in Grand Forks in North Dakota) ist ein US-amerikanischer Politiker der Republikanischen Partei aus North Dakota und verurteilter Sexualstraftäter. Er saß von 1979 bis 2022 für den 17. Wahlkreis im Senat von North Dakota.

## Leben
Ray Holmberg studierte an der University of North Dakota, wo er sowohl einen Bachelor- wie auch einen Masterabschluss erlangte. Er diente in der United States Air Force Reserve und war Counselor in den öffentlichen Schulen von Grand Forks.

## Politik
Er wurde 1979 für die Republikaner in den Senat seines Heimatstaates gewählt. Bis zu seinem Rücktritt am 1. Juni 2022 vertrat er hier, nachdem er stets wiedergewählt worden war, den 17. Wahlkreis. Er war zuletzt von 2019, mit kurzer Unterbrechung, bis 2022 Vorsitzender des Senate Appropriations Committee.
Nachdem bekannt geworden war, dass er mit einem wegen Kinderpornographieverdachts festgehaltenen Häftling Textnachrichten ausgetauscht hatte, erklärte Holmberg im April 2022 seinen Rücktritt mit Wirkung zum 1. Juni 2022. Zum Zeitpunkt seines Rücktritts war er nicht nur der dienstälteste Senator in North Dakota, sondern auch von allen anderen US-Bundesstaats-Senaten.

## Strafverfahren
Im November 2021 kam es zu einer Hausdurchsuchung bei Holmberg. Hierbei wurden unter anderem Video-CDs sichergestellt. Ende Oktober 2023 wurde Anklage gegen Ray Holmberg erhoben. Die Anklage warf ihm vor, zwischen Juni 2011 und November 2016 mehrmals nach Prag gereist zu sein, um dort illegalen Sex mit Minderjährigen zu haben. Ihm wurde weiter vorgeworfen, zwischen November 2012 und dem 4. März 2013 versucht zu haben, Bildmaterial von sexuellem Missbrauch an Kindern zu erlangen und erlangt zu haben. Holmberg plädierte zunächst auf nicht schuldig. Am 8. August 2024 bekannte er sich vor dem Bundesgericht schuldig, für sexuelle Kontakte mit Minderjährigen gereist zu sein. Im Gegenzug verzichtete die Bundesstaatsanwaltschaft den Besitz von Kinderpornographie anzuklagen. Am 27. März 2025 wurde er für vierzehn Reisen nach Prag, um dort Sex mit männlichen minderjährigen Prostituierten zu haben, zu einer zehnjährigen Freiheitsstrafe verurteilt.